# Campeonato Acreano Segunda Divisão 2018
In 2018 werd het elfde Campeonato Acreano Segunda Divisão gespeeld voor clubs uit de Braziliaanse staat Acre. De competitie werd georganiseerd door de FFA en werd gespeeld van 11 tot 16 augustus, voor het eerst namen slechts twee teams deel. Independência werd kampioen.
Alto Acre werd voor de start uit de competitie gezet omdat ze spelers wilden opstellen die ze niet ingeschreven hadden. 

## Eindstand
| Plaats | Club          | Wed. | W | G | V | Saldo | Ptn. |
| ------ | ------------- | ---- | - | - | - | ----- | ---- |
| 1.     | Independência | 2    | 2 | 0 | 0 | 7:2   | 6    |
| 2.     | Náuas         | 2    | 0 | 0 | 2 | 2:7   | 0    |

|  | Kampioen |

### Kampioen
| Campeonato Acreano de 2018 - Segunda Divisão |
| Acre                                         |
| -------------------------------------------- |
| INDEPENDÊNCIA Kampioen (1° titel)            |